# Шето

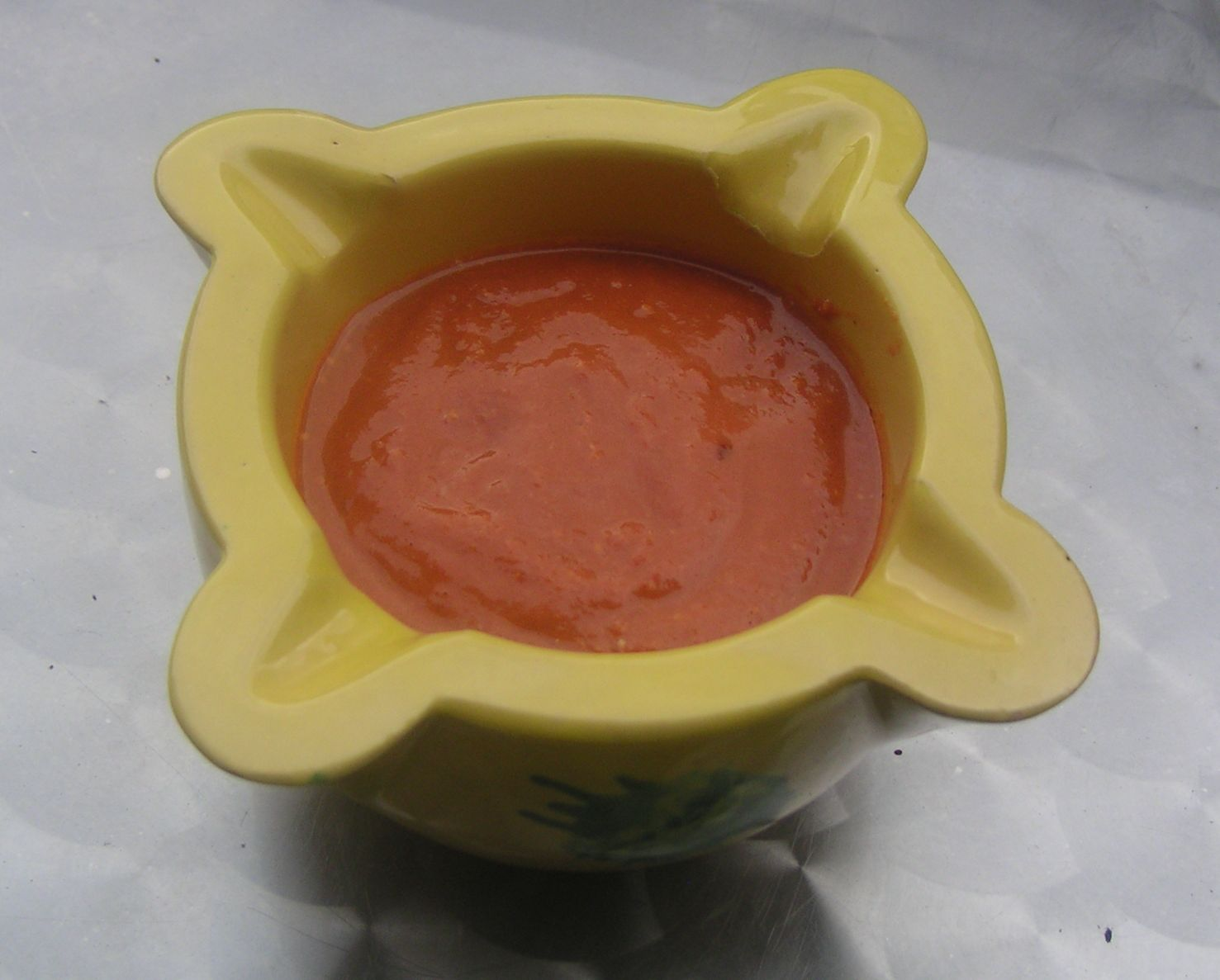
Шето в соуснице

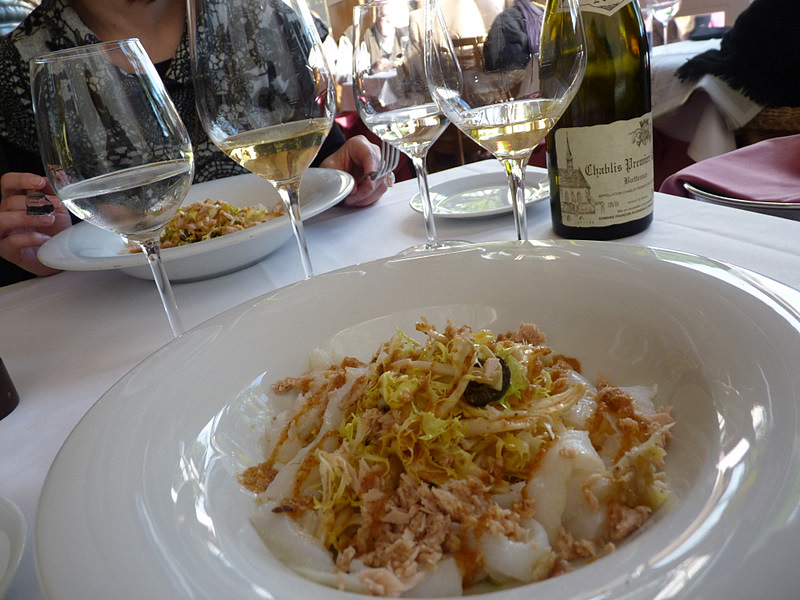
Xató — традиционный каталонский соус для салата

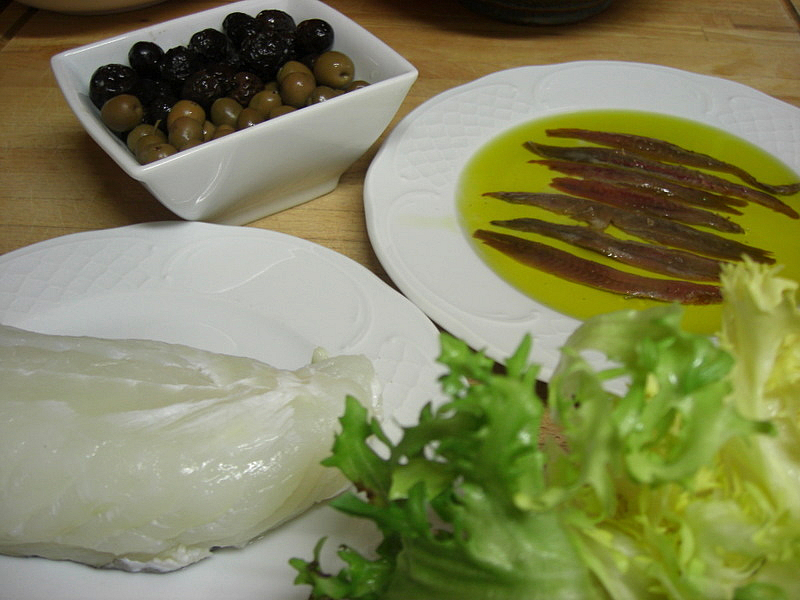
Типичнные ингредиенты салата для шето

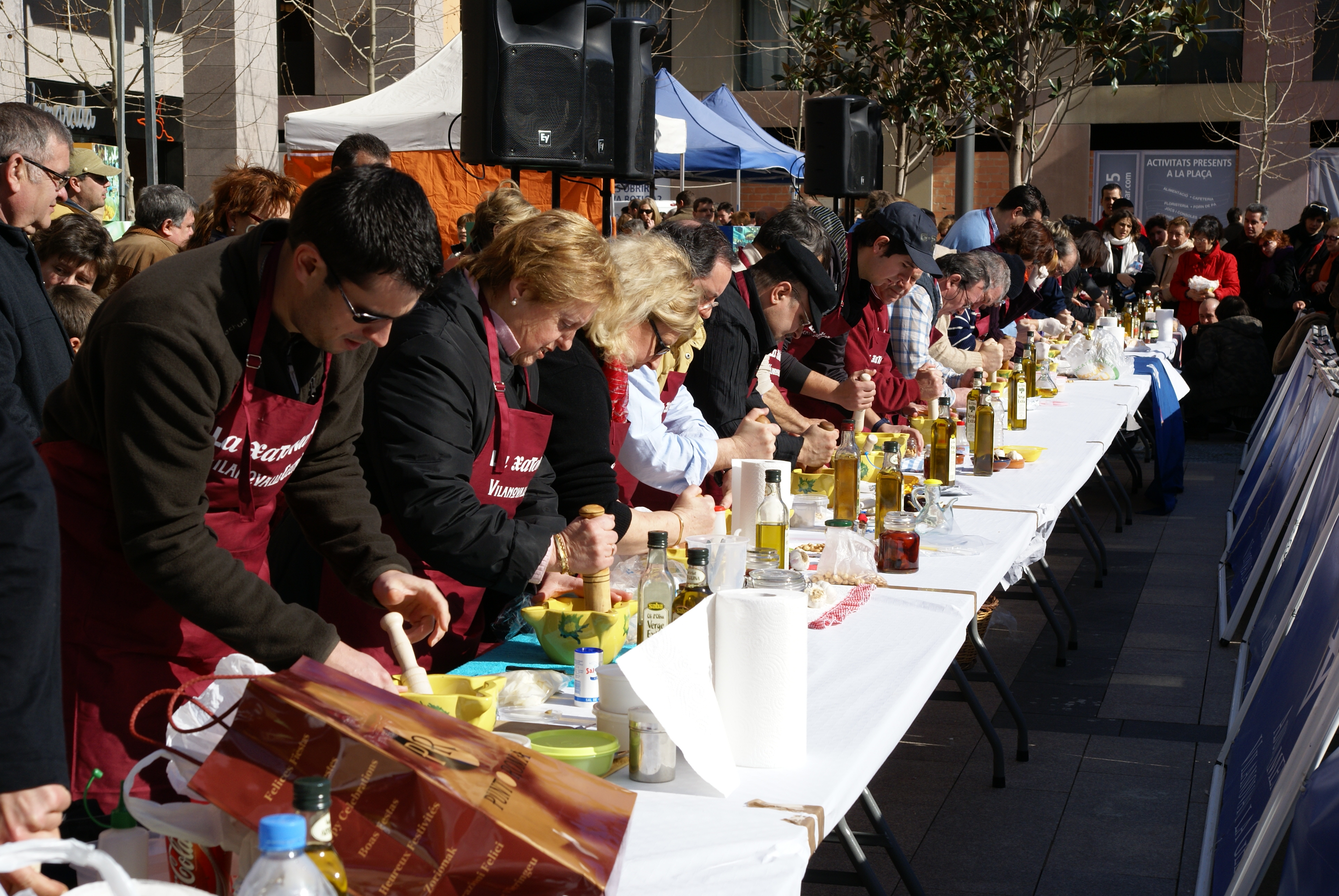
Конкурс по приготовлению шето

Шето (кат. xató или cható, каталонское произношение: [ʃəˈto]) — каталонский соус из миндаля, фундука, панировочных сухарей, уксуса, чеснока, оливкового масла, соли и перца ньора. Соус часто подают с салатом из эндивия, с анчоусами, тунцом и сушеной и соленой треской (бакалья).
С 1997 года в городах исторической области Вегерия-дель-Пенедес проводится «Путь Шето», цель которого — популяризация этого блюда и открытие различных вариаций оригинального рецепта с дополнительной ценностью в виде различных туристических достопримечательностей городов, входящих в его состав. «Маршрут Шето» образован следующими каталонскими городами: Каньельес, Калафель, Кубельес, Кунит, Эль-Вендрел, Сант-Пере-де-Рибес, Ситжес и Виланова-и-ла-Желтру. Для каждого города на «маршруте Шето» есть свой рецепт.

## Происхождение
Происхождение xató лежит в мире вина. Когда вино собирались попробовать, на бочке устанавливали небольшой кран (l'aixetó), который позволял вину вытекать из ёмкости. Этот момент ознаменовал начало нового винного фестиваля, празднования, которое сопровождалось едой, приготовленной из соленых ингредиентов, таких как рыба, которые были найдены в домах местных фермеров и рыбаков, подаваемой с листьями овощей, соответствующих зимнему сезону, и салатом со специальным соусом. Эта ритуальная еда, сопровождавшая церемонию встряхивания винного сапога, является источником современного шето. При этом, в городе Вильяфранка-дель-Панадес утверждают, что само слово происходит от французского слова chateau («замок»): рецепте этого города шето представлено в виде сооружения, похожего на замок.
Авторство этого традиционного блюда в регионах Панедес и Гарраф продолжает оспариваться. В настоящее время практически все города Гран Панадес имеют свой собственный вариант рецепта этого блюда, и в регионе стали популярны традиционные шетонады, представляющие собой народные собрания, на которых участники пробуют это блюдо.

## См.также
- Ромеско